# Villeret, Aisne

Villeret este o comună în departamentul Aisne din nordul Franței. În 1 ianuarie 2022 avea o populație de 268 de locuitori.